# Jacques Roques
Jacques Raphaël Roques (2 août 1897 à Paris - 24 mai 1988 à Louveciennes) est un as de l'aviation de la Première Guerre mondiale. Bien qu'il soit né à Paris, Roques était suisse par son père, et sa mère était vénézuélienne. 
Il obtient son brevet de pilote le 10 septembre 1915 et rejoint la Légion étrangère le 17 novembre 1915. Il est transféré à l'aviation militaire en 1916, passe le brevet de pilote militaire à la base aérienne 122 Chartres-Champhol, puis est nommé adjudant au sein de l'Escadrille 48 dès le 2 janvier 1917. Il remporte cinq victoires certifiées et deux probables dans cette unité. Roques devient citoyen français en 1919. Il servit en tant que capitaine lors de la Seconde Guerre mondiale. Lorsque la France capitula en juin 1940, il entra dans la résistance.

## Décoration
- Croix de guerre 1914-1918
- Médaille militaire
- Trois citations